# Tour de Colombie 2023
La 73e édition du Tour de Colombie a lieu du 16 au 25 juin 2023. La Vuelta a Colombia - Colombia Potencia de la Vida 2023 (nom officiel) est une course à étapes inscrite au calendrier de l'UCI America Tour 2023.
Miguel Ángel López (Medellín-EPM) domine l'épreuve. Il remporte neuf des dix étapes et s'impose dans les classements annexes de la montagne et par points. En juillet 2023, il est cependant disqualifié pour dopage,.

## Équipes
| Équipes continentales (6)- Medellín-EPM - Team Banco Guayaquil - Movistar-Best PC - Petrolike - Pío Rico-Alcaldía La Vega - GW Shimano-Sidermec Équipes amateurs (19)- Canel's-ZeroUno - Supergiros-Alcaldía de Manizales - Indeportes Boyacá Avanza - Orgullo Paisa - EPM - Corratec America Racing Team - Aguardiente Néctar - WCargo - Indeportes Cundinamarca - Colombia Potencia de la Vida-GW Shimano - Team Sistecrédito - Ingeniería de Vías - Avinal-Alcaldía de Carmen de Viboral - EBSA Empresa de Energía Boyacá - La Gran Vía-FyF - Team Fundecom-Calzado Goci - Depormundo - Inder Santander-Liciclismo - Tolima es Pasión - Alcaldía de Ipiales - Liciclismo Boyacá - Team Inder Huila-Byy Iowa |
| |

## Étapes
| Étape     | Date    | Villes étapes             | type                        | Distance (km) | Dénivelé (m) | Vainqueur d'étape   | Leader du classement général |
| --------- | ------- | ------------------------- | --------------------------- | ------------- | ------------ | ------------------- | ---------------------------- |
| Prologue  | 16 juin | Yopal – Yopal             | contre-la-montre individuel | 7,8           | 30 m         | Fabio Duarte        | Fabio Duarte                 |
| 1re étape | 17 juin | Yopal – Yopal             | étape vallonnée             | 197,3         | 1 943 m      | Johan Colón         | Fabio Duarte                 |
| 2e étape  | 18 juin | Tibasosa – Gachancipá     | étape vallonnée             | 160,1         | 2 017 m      | Jonathan Guatibonza | Fabio Duarte                 |
| 3e étape  | 19 juin | Ibagué – Ibagué           | étape vallonnée             | 105           | 1 637 m      | Byron Guamá         | Fabio Duarte                 |
| 4e étape  | 20 juin | Ibagué – Alto de La Línea | étape de montagne           | 119,3         | 3 662 m      | Daniel Méndez       | Rodrigo Contreras            |
| 5e étape  | 21 juin | Dosquebradas – Belalcázar | étape de montagne           | 165,5         | 3 457 m      | Wilson Peña         | Daniel Méndez                |
| 6e étape  | 22 juin | La Virginia – Apía        | étape de montagne           | 164,8         | 2 820 m      | Wilson Peña         | Wilson Peña                  |
| 7e étape  | 23 juin | Pereira – Manizales       | étape de montagne           | 195,9         | 4 013 m      | Wilson Peña         | Wilson Peña                  |
| 8e étape  | 24 juin | La Pintada – Cañasgordas  | étape de moyenne montagne   | 179,7         | 4 045 m      | Óscar Fernández     | Wilson Peña                  |
| 9e étape  | 25 juin | La Ceja – La Ceja         | contre-la-montre individuel | 42            | 487 m        | Rodrigo Contreras   | Rodrigo Contreras            |

## Récit de la course

### Prologue
Miguel Ángel López remporte le contre-la-montre inaugural et s'empare, du même coup, du maillot jaune de leader.
Classement du prologue
| Class    | Coureur            | Pays     | Équipe                       |    | Temps      |
| -------- | ------------------ | -------- | ---------------------------- | -- | ---------- |
| DQ 1     | Miguel Ángel López | Colombie | Medellín-EPM                 | en | 10 min 5 s |
| 1 2      | Fabio Duarte       | Colombie | Medellín-EPM                 | à  | 17 s       |
| 2 3      | Rodrigo Contreras  | Colombie | Colombia Potencia de la Vida | à  | 18 s       |
| 3 4      | Róbigzon Oyola     | Colombie | Medellín-EPM                 | à  | 20 s       |
| ...5 6   | Óscar Sevilla      | Colombie | Medellín-EPM                 | à  | 22 s       |
| ...11 12 | Aldemar Reyes      | Colombie | Medellín-EPM                 | à  | 41 s       |
| ...24 25 | Wilson Peña        | Colombie | Sistecrédito-GW              | à  | 49 s       |
| ...74 75 | Óscar Fernández    | Colombie | EPM                          | à  | 1 min 16 s |

163 coureurs prennent le départ d'un prologue de 7,8 kilomètres, dans les rues de Yopal (capitale du département de Casanare). La pluie n'a cessé de tomber lors de l'épreuve rendant difficile la chaussée.
Un des premiers à se distinguer à l'issue de l'effort solitaire est le Tolimense Róbigzon Oyola (Medellín-EPM) qui, en réalisant 10 min 25 s, reste de nombreuses minutes en tête du classement provisoire. Puis Rodrigo Contreras (Colombia Potencia de la Vida) lui subtilise le meilleur temps en réussissant 10 min 23 s. Il faut attendre l'arrivée de Miguel Ángel López (Medellín-EPM), qui justifie son statut de favori, pour que son "chrono" soit abaissé. López effectue le contre-la-montre en 10 min 5 s. L'ultime concurrent à s'élancer et tenant du titre, son coéquipier Fabio Duarte termine deuxième à dix-sept secondes.
Le Team Medellín-EPM domine l'étape en plaçant trois hommes aux quatre premières places et ses sept coureurs dans les douze premiers du classement général provisoire.

### 1reétape
Miguel Ángel López double la mise et conserve sa place de leader du classement général.
Classement de l'étape
| Class | Coureur            | Pays     | Équipe                       |    | Temps           |
| ----- | ------------------ | -------- | ---------------------------- | -- | --------------- |
| DQ 1  | Miguel Ángel López | Colombie | Medellín-EPM                 | en | 4 h 36 min 16 s |
| 1 2   | Johan Colón        | Colombie | Orgullo paisa                |    | m.t.            |
| 2 3   | Nelson Soto        | Colombie | Colombia Potencia de la Vida |    | m.t.            |
| 3 4   | Heberth Gutiérrez  | Colombie | EPM                          |    | m.t.            |

Classement général
| Class    | Coureur            | Pays     | Équipe                       |    | Temps           |
| -------- | ------------------ | -------- | ---------------------------- | -- | --------------- |
| DQ 1     | Miguel Ángel López | Colombie | Medellín-EPM                 | en | 4 h 46 min 11 s |
| 1 2      | Fabio Duarte       | Colombie | Medellín-EPM                 | à  | 27 s            |
| 2 3      | Rodrigo Contreras  | Colombie | Colombia Potencia de la Vida | à  | 28 s            |
| 3 4      | Róbigzon Oyola     | Colombie | Medellín-EPM                 | à  | 30 s            |
| ...5 6   | Óscar Sevilla      | Colombie | Medellín-EPM                 | à  | 32 s            |
| ...11 12 | Aldemar Reyes      | Colombie | Medellín-EPM                 | à  | 51 s            |
| ...24 25 | Wilson Peña        | Colombie | Sistecrédito-GW              | à  | 59 s            |
| ...66 67 | Óscar Fernández    | Colombie | EPM                          | à  | 1 min 26 s      |

La première étape voit les coureurs partir de Yopal passer par les municipalités d'Aguazul, Tauramena et Monterrey et revenir à Yopal, après 197,3 kilomètres d'effort.
Dès le début de nombreuses attaques secouent le peloton, contrôlé par les équipiers du leader Miguel Ángel López. Juste avant le premier sprint spécial, quatre coureurs prennent la poudre d'escampette. Ce qui permet à Santiago Vélez (Avinal) d'empocher les trois secondes de bonification qui échoit au premier. Cette fugue est rapidement reprise par le grand groupe. Puis sur la route menant au premier col de la compétition, cinq hommes, Jeferson Ruiz (GW Shimano-Sidermec), Luis Miguel Martínez (Supergiros), Weimar Roldán (Corratec), Walter Pedraza (Fundecom) et Juan Tito Rendón (Orgullo Paisa), s'échappent. Rendón passe en tête les deux cols répertoriés du jour et se relève, laissant l'échappée à quatre éléments. Les quatre se disputent les deux sprints spéciaux restant, gagnés tous deux par Roldán. Après avoir compté deux minutes d'avance sur le groupe principal et être resté en tête de la course plus de cent kilomètres, les fugueurs sont repris. Dans les derniers kilomètres, les équipes de sprinteurs se mettent en place. Pourtant Miguel Ángel López (Medellín-EPM) s'immisce dans la lutte et remporte l'étape devant les meilleurs sprinteurs de l'épreuve.
À mi-parcours, une chute concernant une trentaine de coureurs entraîne l'abandon de Jhonatan Restrepo (GW Shimano-Sidermec).

### 2eétape
Jonathan Guatibonza gagne l'étape au sprint tandis que Miguel Ángel López est toujours le leader de l'épreuve.
Classement de l'étape
| Class    | Coureur             | Pays     | Équipe                       |    | Temps           |
| -------- | ------------------- | -------- | ---------------------------- | -- | --------------- |
| 1        | Jonathan Guatibonza | Colombie | GW Shimano-Sidermec          | en | 3 h 59 min 56 s |
| DQ 2     | Miguel Ángel López  | Colombie | Medellín-EPM                 |    | m.t.            |
| 2 3      | Juan Pablo Sossa    | Colombie | Sistecrédito-GW              |    | m.t.            |
| 3 4      | Juan Pablo Suárez   | Colombie | Petrolike                    |    | m.t.            |
| ...18 19 | Wilson Peña         | Colombie | Sistecrédito-GW              |    | m.t.            |
| ...31 32 | Rodrigo Contreras   | Colombie | Colombia Potencia de la Vida |    | m.t.            |
| ...34 35 | Óscar Fernández     | Colombie | EPM                          |    | m.t.            |
| ...58 59 | Óscar Sevilla       | Colombie | Medellín-EPM                 | à  | 59 s            |
| ...65 66 | Aldemar Reyes       | Colombie | Medellín-EPM                 | à  | 59 s            |

Classement général
| Class    | Coureur            | Pays     | Équipe                               |    | Temps          |
| -------- | ------------------ | -------- | ------------------------------------ | -- | -------------- |
| DQ 1     | Miguel Ángel López | Colombie | Medellín-EPM                         | en | 8 h 46 min 0 s |
| 1 2      | Fabio Duarte       | Colombie | Medellín-EPM                         | à  | 34 s           |
| 2 3      | Rodrigo Contreras  | Colombie | Colombia Potencia de la Vida         | à  | 35 s           |
| 3 4      | Santiago Ramírez   | Colombie | Avinal-Alcaldía de Carmen de Viboral | à  | 54 s           |
| ...9 10  | Wilson Peña        | Colombie | Sistecrédito-GW                      | à  | 1 min 6 s      |
| ...28 29 | Óscar Fernández    | Colombie | EPM                                  | à  | 1 min 33 s     |
| ...33 34 | Óscar Sevilla      | Colombie | Medellín-EPM                         | à  | 1 min 38 s     |
| ...41 42 | Aldemar Reyes      | Colombie | Medellín-EPM                         | à  | 1 min 57 s     |

Sous des basses températures, les 162 concurrents encore en lice prennent le départ de Tibasosa, dans le département de Boyacá, pour rejoindre Gachancipá, dans le Cundinamarca, après un parcours de 160,1 kilomètres.
L'étape démarre tambour battant, dès les premiers kilomètres de nombreux coureurs tentent d'initier une échappée. Mais le groupe principal, emmené par la formation Medellín-EPM du leader Miguel Ángel López, ne le permet pas. Trois coureurs se détachent en vue du premier sprint spécial, ce dont profite Weimar Roldán (Corratec) pour empocher trois nouveaux points pour ce classement annexe. Puis le peloton semble vouloir rester groupé mais c'est sans compter les tentatives de coureurs cherchant à s'isoler en tête de la course. Robinson Ortega (EBSA) et Felipe Morales (Inderhuila) y parviennent. Au deuxième sprint spécial du jour, ils comptent 4 min 40 s d'avance sur le peloton. Écart qui leur permettent de se répartir les points des différents prix de la journée (Ortega passant en tête les deux premiers cols de l'étape). Au troisième sprint spécial, situé sur la route entre Villapinzón et Chocontá, où Morales passe le premier, le peloton met pied à terre pour rendre hommage à Germán Chaves, coureur du Team Sistecrédito, mort en ce lieu quelques jours auparavant. Mais des problèmes de communication ont fait que les deux fugueurs ne se sont pas arrêtés pour cet hommage. Le peloton a du alors réduire son arrêt pour que l'écart avec l'échappée ne grandisse pas démesurément. Le rythme s'est alors accéléré après le passage à l'Alto del Sisga où Morales est désormais seul en pointe. Il est néanmoins repris dans la descente du col. Dans les derniers kilomètres, les sprinteurs fourbissent leurs armes pour se disputer l'arrivée. Et même si Miguel Ángel López s'est encore mêlé à l'emballage final, c'est bien un sprinteur qui s'impose. Jonathan Guatibonza (GW Shimano-Sidermec) devance López.
Ce dernier glane encore sept secondes de bonification au cours de l'étape et a désormais trente-quatre secondes d'avance sur son coéquipier et tenant du titre Fabio Duarte. Robinson Ortega (EBSA), quant à lui, s'empare du maillot de meilleur grimpeur.

### 3eétape
Troisième victoire en quatre jours pour Miguel Ángel López qui conforte sa place au classement général.
Classement de l'étape
| Class | Coureur            | Pays     | Équipe           |    | Temps           |
| ----- | ------------------ | -------- | ---------------- | -- | --------------- |
| DQ 1  | Miguel Ángel López | Colombie | Medellín-EPM     | en | 2 h 30 min 30 s |
| 1 2   | Byron Guamá        | Équateur | Movistar-Best PC |    | m.t.            |
| 2 3   | Daniel Muñoz       | Colombie | EPM              |    | m.t.            |
| 3 4   | Cristian Muñoz     | Colombie | EPM              |    | m.t.            |

Classement général
| Class    | Coureur            | Pays     | Équipe                               |    | Temps            |
| -------- | ------------------ | -------- | ------------------------------------ | -- | ---------------- |
| DQ 1     | Miguel Ángel López | Colombie | Medellín-EPM                         | en | 11 h 16 min 17 s |
| 1 2      | Fabio Duarte       | Colombie | Medellín-EPM                         | à  | 47 s             |
| 2 3      | Rodrigo Contreras  | Colombie | Colombia Potencia de la Vida         | à  | 48 s             |
| 3 4      | Santiago Ramírez   | Colombie | Avinal-Alcaldía de Carmen de Viboral | à  | 1 min 7 s        |
| ...9 10  | Wilson Peña        | Colombie | Sistecrédito-GW                      | à  | 1 min 19 s       |
| ...26 27 | Óscar Fernández    | Colombie | EPM                                  | à  | 1 min 46 s       |
| ...32 33 | Óscar Sevilla      | Colombie | Medellín-EPM                         | à  | 1 min 51 s       |
| ...39 40 | Aldemar Reyes      | Colombie | Medellín-EPM                         | à  | 2 min 10 s       |

Fin mai, les organisateurs de l'épreuve annoncent que la troisième étape est profondément remaniée. Devant partir de Mosquera pour rejoindre Ibagué, celle-ci se résume maintenant à un circuit dans la capitale du département du Tolima. Le circuit développe sept kilomètres et est à parcourir quinze fois. Trois sprints spéciaux jalonnent la journée au quatrième, au huitième et au douzième passages sur la ligne d'arrivée,.
Bien que l'étape se déroule sous de fortes températures, le peloton la dispute sur un rythme endiablé. Puisqu'il ne faut qu'une dizaine de minutes au peloton pour effectuer chaque tour. Lors du premier sprint spécial, le leader de ce classement annexe, Weimar Roldán (Corratec) passe en tête. À mi-course, Miguel Ángel López (Medellín-EPM) s'isole en tête avec Julián Cardona (Team Sistecrédito). López franchit la ligne en premier au deuxième sprint spécial (empochant ainsi trois secondes de bonifications). Sous l'impulsion de l'équipe Colombia Potencia de la Vida, le peloton les rejoint. Aussitôt c'est au tour de Walter Pedraza (Fundecom) et de Róbigzon Oyola (Medellín-EPM) de prendre la poudre d'escampette. Ce qui permet à Oyola de s'octroyer le troisième sprint du jour. Pedraza et Oyola ne sont revus qu'à cinq kilomètres du terme. La formation Colombia Potencia de la Vida imprime un rythme soutenu pour positionner favorablement son sprinteur Nelson Soto en vue de l'arrivée. Mais c'était sans compter sur le maillot jaune, Miguel Ángel López. Celui-ci lance le sprint et n'est pas rejoint,.
L'avance de Miguel Ángel López au classement général  provisoire passe de trente-quatre à quarante-sept secondes sur son dauphin Fabio Duarte (Medellín-EPM).

### 4eétape
Miguel Ángel López écrase la concurrence en remportant sa quatrième étape.
Classement de l'étape
| Class    | Coureur            | Pays     | Équipe                       |    | Temps           |
| -------- | ------------------ | -------- | ---------------------------- | -- | --------------- |
| DQ 1     | Miguel Ángel López | Colombie | Medellín-EPM                 | en | 3 h 34 min 47 s |
| 1 2      | Daniel Méndez      | Colombie | EPM                          | à  | 34 s            |
| 2 3      | Rodrigo Contreras  | Colombie | Colombia Potencia de la Vida | à  | 51 s            |
| 3 4      | Cristian Muñoz     | Colombie | EPM                          | à  | 51 s            |
| ...5 6   | Wilson Peña        | Colombie | Sistecrédito-GW              | à  | 1 min 10 s      |
| 6 7      | Óscar Fernández    | Colombie | EPM                          | à  | 1 min 10 s      |
| 7 8      | Óscar Sevilla      | Colombie | Medellín-EPM                 | à  | 1 min 10 s      |
| ...17 18 | Aldemar Reyes      | Colombie | Medellín-EPM                 | à  | 2 min 32 s      |

Classement général
| Class    | Coureur            | Pays     | Équipe                       |    | Temps            |
| -------- | ------------------ | -------- | ---------------------------- | -- | ---------------- |
| DQ 1     | Miguel Ángel López | Colombie | Medellín-EPM                 | en | 14 h 50 min 54 s |
| 1 2      | Rodrigo Contreras  | Colombie | Colombia Potencia de la Vida | à  | 1 min 45 s       |
| 2 3      | Daniel Méndez      | Colombie | EPM                          | à  | 1 min 52 s       |
| 3 4      | Cristian Muñoz     | Colombie | EPM                          | à  | 2 min 28 s       |
| ...5 6   | Wilson Peña        | Colombie | Sistecrédito-GW              | à  | 2 min 39 s       |
| ...7 8   | Óscar Fernández    | Colombie | EPM                          | à  | 3 min 6 s        |
| ...9 10  | Óscar Sevilla      | Colombie | Medellín-EPM                 | à  | 3 min 11 s       |
| ...21 22 | Aldemar Reyes      | Colombie | Medellín-EPM                 | à  | 4 min 52 s       |

Sous de fortes chaleurs, les 156 concurrents encore en course affrontent la haute montagne. L'étape mène le peloton d'Ibagué, capitale du Tolima, à l'Alto de La Línea (es), col classé en hors-catégorie, où est jugé l'arrivée.
Comme chaque jour, le rythme est soutenu en début de course. Le peloton est secoué par de nombreuses tentatives d'échappée mais aucune ne réussit. Peu avant le premier sprint spécial, Juan Manuel Barboza (Orgullo Paisa) part à la chasse aux points. Il devance son coéquipier Johan Colón et le leader des sprints spéciaux, Weimar Roldán (Corratec). Barboza poursuit seul et ces trois coureurs passent de nouveau dans cet ordre au second sprint spécial. Après ce sprint, les trois sont rejoints par dix coureurs pour former l'échappée du jour. Leur avance monte jusqu'à quasiment deux minutes. Ainsi, Robinson Ortega (EBSA), membre de la fugue, passe en tête les deux premiers cols de la journée, classés en troisième catégorie. Il devance à chaque fois Carlos Valentín (Indeportes Boyacá Avanza). En raison du rythme élevé imprimé et des nombreuses attaques en son sein, la fugue perd peu à peu des éléments et les derniers sont repris dans l'ascension finale. Quelques minutes après, trois hommes, Juan Diego Alba (Movistar Best PC), Juan Pablo Suárez (Petrolike) et Rafael Pineda (Colombia Potencia de la Vida), s'isolent en tête. Mais ils sont repris avant les cinq derniers kilomètres, moment que choisit Alejandro Callejas (Petrolike) pour tenter l'échappée solitaire. Il est rejoint par Óscar Fernández (EPM). Mille mètres plus loin, les favoris les reprennent. À deux kilomètres du but, Daniel Méndez (EPM) s'extrait du groupe de tête, suivi de Miguel Ángel López (Medellín-EPM). Puis López accélère et termine seul,.
Il devance sur la ligne Méndez de trente-quatre secondes et un trio composé de Rodrigo Contreras (Colombia Potencia de la Vida), de Cristian Muñoz (EPM) et de Marco Tulio Suesca (Movistar Best PC) de cinquante et une secondes. Le tenant du titre Fabio Duarte termine à 14 min 25 s et perd toute chance de le conserver. Les coureurs Juan Manuel Barboza et Juan Felipe Osorio, tous deux de l'équipe Orgullo Paisa, sont mis hors-course pour remorquage.

### 5eétape
Les étapes se suivent avec le même résultat : Miguel Ángel López gagne et augmente son avance au classement général.
Classement de l'étape
| Class    | Coureur            | Pays     | Équipe                       |    | Temps           |
| -------- | ------------------ | -------- | ---------------------------- | -- | --------------- |
| DQ 1     | Miguel Ángel López | Colombie | Medellín-EPM                 | en | 4 h 14 min 24 s |
| 1 2      | Wilson Peña        | Colombie | Sistecrédito-GW              | à  | 8 s             |
| 2 3      | Daniel Méndez      | Colombie | EPM                          | à  | 14 s            |
| 3 4      | Alexander Gil      | Colombie | EPM                          | à  | 14 s            |
| 4 5      | Aldemar Reyes      | Colombie | Medellín-EPM                 | à  | 22 s            |
| ...8 9   | Óscar Sevilla      | Colombie | Medellín-EPM                 | à  | 1 min 1 s       |
| ...12 13 | Óscar Fernández    | Colombie | EPM                          | à  | 1 min 31 s      |
| 13 14    | Rodrigo Contreras  | Colombie | Colombia Potencia de la Vida | à  | 1 min 31 s      |

Classement général
| Class    | Coureur            | Pays     | Équipe                       |    | Temps          |
| -------- | ------------------ | -------- | ---------------------------- | -- | -------------- |
| DQ 1     | Miguel Ángel López | Colombie | Medellín-EPM                 | en | 19 h 5 min 8 s |
| 1 2      | Daniel Méndez      | Colombie | EPM                          | à  | 2 min 12 s     |
| 2 3      | Wilson Peña        | Colombie | Sistecrédito-GW              | à  | 2 min 51 s     |
| 3 4      | Rodrigo Contreras  | Colombie | Colombia Potencia de la Vida | à  | 3 min 26 s     |
| ...7 8   | Óscar Sevilla      | Colombie | Medellín-EPM                 | à  | 4 min 22 s     |
| ...9 10  | Óscar Fernández    | Colombie | EPM                          | à  | 4 min 47 s     |
| ...11 12 | Aldemar Reyes      | Colombie | Medellín-EPM                 | à  | 5 min 24 s     |

Les 151 rescapés ont au programme un parcours de 165,5 kilomètres reliant la municipalité risaraldense de Dosquebradas à celle de Belalcázar, dans le département de Caldas.
Le scénario du début d'étape est identique aux jours précédents : un rythme de course élevé, de nombreuses tentatives d'échappées et la formation Medellín-EPM travaillant en tête du peloton. Une fois passée la première difficulté du jour, où  Óscar Fernández (EPM) franchit le col en premier, une échappée de onze coureurs se forment. Peu à peu, ils obtiennent plus de trois minutes d'avance sur le groupe principal. Ce qui permet à Juan Diego Hoyos (Corratec América Racing Team) de s'octroyer le premier sprint spécial de la journée. Au passage du deuxième col de la journée, classé en première catégorie, le peloton est groupé. Heiner Parra (Canel's Pro Cycling) passe en tête devant Rafael Pineda (Colombia Potencia de la Vida) et Juan Pablo Suárez (Petrolike). Parra continue seul quelques kilomètres puis est rejoint par six autres coureurs pour une échappée éphémère. Au second sprint spécial de l'étape, Juan Diego Hoyos récidive et empoche trois autres points. Le peloton avance compacte jusqu'au dernier col du jour où il se désagrège. À onze kilomètres du terme, Julián Cardona (Team Sistecrédito) s'extirpe du peloton emmené par les Medellín-EPM. Il est pris en chasse par Alexander Gil (EPM) qui continue seul. Dans la partie fatidique de l'ascension finale, seuls six hommes, deux duos Miguel Ángel ‘Supermán’ López et Aldemar Reyes (Medellín-EPM), Alexander Gil et Daniel Méndez (EPM) ainsi que Robinson López (Aguardiente Néctar-W Cargo) et Wilson Peña (Team Sistecredito), restent ensemble. Miguel Ángel López place une attaque imparable dans les deux derniers kilomètres et empoche sa cinquième étape de la compétition. Il devance de quelques secondes Wilson Peña et Daniel Méndez,.
Dix hommes terminent hors-délais et le vainqueur de la deuxième étape, Jonathan Guatibonza (GW Shimano-Sidermec) ne franchit pas la ligne d'arrivée.
À la question du niveau de ses adversaires pouvant expliquer sa domination, Miguel Ángel López nie une faible adversité, puisque des concurrents réussissent à le suivre pendant un long moment. Il prétend que son expérience des grands Tours lui permet d'avoir ce léger avantage sur la concurrence.

### 6eétape
Sixième étape, sixième victoire pour Miguel Ángel López qui accentue encore son avantage au classement général.
Classement de l'étape
| Class    | Coureur            | Pays     | Équipe                       |    | Temps           |
| -------- | ------------------ | -------- | ---------------------------- | -- | --------------- |
| DQ 1     | Miguel Ángel López | Colombie | Medellín-EPM                 | en | 3 h 59 min 53 s |
| 1 2      | Wilson Peña        | Colombie | Sistecrédito-GW              | à  | 29 s            |
| 2 3      | Aldemar Reyes      | Colombie | Medellín-EPM                 | à  | 38 s            |
| 3 4      | Alexander Gil      | Colombie | EPM                          | à  | 38 s            |
| ...5 6   | Rodrigo Contreras  | Colombie | Colombia Potencia de la Vida | à  | 48 s            |
| ...7 8   | Óscar Fernández    | Colombie | EPM                          | à  | 1 min 1 s       |
| ...15 16 | Óscar Sevilla      | Colombie | Medellín-EPM                 | à  | 1 min 29 s      |

Classement général
| Class  | Coureur            | Pays     | Équipe                       |    | Temps           |
| ------ | ------------------ | -------- | ---------------------------- | -- | --------------- |
| DQ 1   | Miguel Ángel López | Colombie | Medellín-EPM                 | en | 23 h 4 min 51 s |
| 1 2    | Wilson Peña        | Colombie | Sistecrédito-GW              | à  | 3 min 24 s      |
| 2 3    | Daniel Méndez      | Colombie | EPM                          | à  | 3 min 34 s      |
| 3 4    | Alexander Gil      | Colombie | EPM                          | à  | 4 min 22 s      |
| 4 5    | Rodrigo Contreras  | Colombie | Colombia Potencia de la Vida | à  | 4 min 24 s      |
| ...8 9 | Óscar Fernández    | Colombie | EPM                          | à  | 5 min 58 s      |
| 9 10   | Óscar Sevilla      | Colombie | Medellín-EPM                 | à  | 6 min 1 s       |
| 10 11  | Aldemar Reyes      | Colombie | Medellín-EPM                 | à  | 6 min 8 s       |

Un total de 136 coureurs prennent le départ de La Virginia pour Apía, situées toutes deux dans le département de Risaralda. Le parcours proposé mesure 164,8 kilomètres.
Comme chaque jour, la course commence sur un rythme endiablé, les participants ne se souciant peu des fortes chaleurs. Au premier sprint spécial de l'étape, Juan Diego Hoyos (Corratec América Racing Team) empoche les trois points. Puis quelques kilomètres plus loin, dix coureurs s'enfuient pour former l'échappée matinale. C'est seulement dans un second temps que cinq concurrents font la jonction. Ce groupe de quinze réussit à obtenir un avantage de deux minutes sur le peloton. Ils peuvent se disputer entre eux les deux derniers sprints spéciaux de la journée, Didier Merchán (GW Shimano-Sidermec) passe en tête au deuxième et Juan Restrepo (EBSA) au troisième. Le peloton les rejoint peu de temps après. Trois hommes ressortent aussitôt. Sebastián Castaño (Orgullo Paisa – Antioquia) part seul en pointe, suivi de Juan Diego Alba (Movistar Best PC) et de Paulo Pantoja (Team Banco Guayaquil) mais ces derniers sont absorbés avant de pouvoir faire la jonction. Dans l'ascension de l'unique difficulté répertoriée du jour, dont le terme est la ligne d'arrivée, le peloton reste compact, montant sur un rythme élevé, impulsé par les Medellín-EPM et Aldemar Reyes en particulier. Pourtant Óscar Fernández (EPM) attaque. Il sera rejoint après moins de deux kilomètres. Plus loin Miguel Ángel López (Medellín-EPM) se dégage. Seul Wilson Peña (Team Sistecrédito) tente de soutenir son rythme.
Peine perdue, López remporte l'étape vingt-neuf secondes devant Peña et trente-huit devant Reyes. Peña subtilise la deuxième place au classement général provisoire à Daniel Méndez (EPM).

### 7eétape
Les jours se suivent et se ressemblent : septième étape, septième victoire pour Miguel Ángel López qui accroit son avantage sur la concurrence.
Classement de l'étape
| Class    | Coureur            | Pays     | Équipe                       |    | Temps           |
| -------- | ------------------ | -------- | ---------------------------- | -- | --------------- |
| DQ 1     | Miguel Ángel López | Colombie | Medellín-EPM                 | en | 5 h 12 min 15 s |
| 1 2      | Wilson Peña        | Colombie | Sistecrédito-GW              | à  | 42 s            |
| 2 3      | Óscar Fernández    | Colombie | EPM                          | à  | 45 s            |
| 3 4      | Aldemar Reyes      | Colombie | Medellín-EPM                 | à  | 45 s            |
| 4 5      | Rodrigo Contreras  | Colombie | Colombia Potencia de la Vida | à  | 58 s            |
| ...13 14 | Óscar Sevilla      | Colombie | Medellín-EPM                 | à  | 1 min 48 s      |

Classement général
| Class  | Coureur            | Pays     | Équipe                       |    | Temps            |
| ------ | ------------------ | -------- | ---------------------------- | -- | ---------------- |
| DQ 1   | Miguel Ángel López | Colombie | Medellín-EPM                 | en | 28 h 16 min 56 s |
| 1 2    | Wilson Peña        | Colombie | Sistecrédito-GW              | à  | 4 min 10 s       |
| 2 3    | Rodrigo Contreras  | Colombie | Colombia Potencia de la Vida | à  | 5 min 32 s       |
| 3 4    | Daniel Méndez      | Colombie | EPM                          | à  | 5 min 54 s       |
| ...5 6 | Óscar Fernández    | Colombie | EPM                          | à  | 6 min 49 s       |
| 6 7    | Aldemar Reyes      | Colombie | Medellín-EPM                 | à  | 7 min 3 s        |
| 9 10   | Óscar Sevilla      | Colombie | Medellín-EPM                 | à  | 7 min 59 s       |

L'étape relie les capitales des départements de Risaralda et de Caldas, Pereira à Manizales. Les 129 coureurs encore dans la compétition ont à parcourir 195,9 kilomètres, avant de terminer par l'ascension de l'Alto de Chipre, classée en première catégorie.
Dans la volonté de se trouver au sein de l'échappée matinale, de nombreuses attaques secouent le peloton et impriment un rythme soutenu au début de course. Dix-huit coureurs trouvent l'ouverture. Ils obtiennent jusqu'à 8 min 40 s d'avance. Ainsi, tous deux dans l'échappée, Didier Merchán (GW Shimano-Sidermec) et Robinson Ortega (EBSA) en profitent pour s'octroyer respectivement les trois sprints spéciaux et les trois premiers prix de la montagne de l'étape. À mesure que les kilomètres défilent, l'écart se réduit avec le peloton tandis que la fugue perd des éléments, surtout après le changement de rythme qu'impose Didier Merchán. Ce dernier tente de terminer seul. Deux duos le poursuivent, un de la formation EBSA, composé du Vénézuélien Yonathan Eugenio et de Robinson Ortega et le second de la Movistar - Best PC avec Juan Diego Alba et l'Équatorien Santiago Montenegro. À neuf kilomètres de la ligne d'arrivée, ils ne sont plus que quatre en tête, Merchán, Eugenio, Ortega et Alba. À trois kilomètres du but, la fugue est réduite à néant. Moment que choisit Miguel Ángel López (Medellín-EPM) pour s'enfuir. Quelques-uns vont tenter de suivre le rythme du leader mais aucun ne réussira,.
Miguel Ángel López termine avec quarante-deux secondes d'avance sur Wilson Peña (Team Sistecrédito) qui conforte sa place de dauphin.

### 8eétape
Huitième victoire de Miguel Ángel López quasiment assuré de remporter la 73e édition du Tour de Colombie.
Classement de l'étape
| Class    | Coureur            | Pays     | Équipe                       |    | Temps          |
| -------- | ------------------ | -------- | ---------------------------- | -- | -------------- |
| DQ 1     | Miguel Ángel López | Colombie | Medellín-EPM                 | en | 4 h 33 min 8 s |
| 1 2      | Óscar Fernández    | Colombie | EPM                          |    | m.t.           |
| 2 3      | Rodrigo Contreras  | Colombie | Colombia Potencia de la Vida | à  | 1 s            |
| 3 4      | Wilson Peña        | Colombie | Sistecrédito-GW              | à  | 1 s            |
| 4 5      | Aldemar Reyes      | Colombie | Medellín-EPM                 | à  | 1 s            |
| ...14 15 | Óscar Sevilla      | Colombie | Medellín-EPM                 | à  | 53 s           |

Classement général
| Class  | Coureur            | Pays     | Équipe                       |    | Temps            |
| ------ | ------------------ | -------- | ---------------------------- | -- | ---------------- |
| DQ 1   | Miguel Ángel López | Colombie | Medellín-EPM                 | en | 32 h 49 min 54 s |
| 1 2    | Wilson Peña        | Colombie | Sistecrédito-GW              | à  | 4 min 21 s       |
| 2 3    | Rodrigo Contreras  | Colombie | Colombia Potencia de la Vida | à  | 5 min 39 s       |
| 3 4    | Alexander Gil      | Colombie | EPM                          | à  | 6 min 27 s       |
| 4 5    | Óscar Fernández    | Colombie | EPM                          | à  | 6 min 53 s       |
| 5 6    | Aldemar Reyes      | Colombie | Medellín-EPM                 | à  | 7 min 14 s       |
| ...8 9 | Óscar Sevilla      | Colombie | Medellín-EPM                 | à  | 9 min 2 s        |

La huitième étape, qualifiée de « casse-pattes », se déroule dans le département d'Antioquia. Les 127 rescapés partent de La Pintada pour rejoindre Cañasgordas. La ligne d'arrivée est jugée au terme d'une ascension classée en quatrième catégorie.
Comme chaque jour, le peloton démarre la journée sur un rythme endiablé, les coureurs cherchant à intégrer l'échappée matinale. Celle-ci prend forme aux alentours du vingtième kilomètre et obtient une différence maximale de plus de six minutes. La fugue est composée de seize hommes. Ils se disputent les trois sprints spéciaux du jour. Johan Colón (Orgullo paisa) remportent les deux premiers et le troisième échoit à Juan Pablo Restrepo (EBSA Empresa de Energía Boyacá). Un des membres de l'échappée, Ramón Muñiz (Petrolike), passe également en tête aux deux premières difficultés répertoriées du jour. Il ne reste alors que cinq coureurs de la fugue initiale, Muñiz, Andrés Mancipe (GW Shimano-Sidermec), deux membres du Team Banco Guayaquil, Cristhian Montoya et Carlos Alberto Gutiérrez, et Sebastián Castaño (Orgullo Paisa) à l'avant de la course. Dans la troisième ascension comptant pour le classement des meilleurs grimpeurs, des coureurs n'ayant pas pris part à la fugue initiale s'invitent en tête. Ainsi Jarlinson Pantano (EPM) franchit en premier le col devant deux échappés matinaux Andrés Mancipe et Ramón Muñiz. Dans les derniers kilomètres en descente menant à Cañasgordas, seuls Pantano et Mancipe restent en pointe. Ils sont repris à moins de deux kilomètres de l'arrivée par un groupe de sept. Même si, à l'approche du but, Miguel Ángel López (Medellín-EPM) doit encore composer avec la compagnie de son équipier Aldemar Reyes, du duo des EPM Jarlinson Pantano et Óscar Fernández, de Rodrigo Contreras (Colombia Potencia de la Vida) et des duettistes de Sistecrédito-GW, Wilson Peña et Kevin Castillo, c'est encore lui qui franchit la ligne le premier devançant Fernández, dans sa roue, et Contreras,,. 
Avec les bonifications glanées lors de l'étape, Miguel Ángel López a maintenant 4 min 21 s d'avance sur son poursuivant immédiat au classement, Wilson Peña. Daniel Méndez (EPM), naviguant entre la deuxième et la quatrième place au classement général provisoire durant plusieurs jours, sort du Top ten, en finissant l'étape à 32 min 42 s de López.

### 9eétape
Miguel Ángel López remporte le Tour de Colombie 2023 à l'issue du contre-la-montre final, qu'il s'octroie.
Classement de l'étape
| Class    | Coureur            | Pays     | Équipe                       |    | Temps       |
| -------- | ------------------ | -------- | ---------------------------- | -- | ----------- |
| DQ 1     | Miguel Ángel López | Colombie | Medellín-EPM                 | en | 52 min 19 s |
| 1 2      | Rodrigo Contreras  | Colombie | Colombia Potencia de la Vida | en | 52 min 57 s |
| 2 3      | Wilson Peña        | Colombie | Sistecrédito-GW              | en | 55 min 10 s |
| 3 4      | Aldemar Reyes      | Colombie | Medellín-EPM                 | en | 55 min 30 s |
| 5 6      | Óscar Sevilla      | Colombie | Medellín-EPM                 | en | 55 min 45 s |
| ...14 15 | Óscar Fernández    | Colombie | EPM                          | en | 56 min 40 s |

La dernière étape se dispute en contre-la-montre individuel sur une distance de 42 kilomètres. Le départ et l'arrivée s'effectuent sur la "Calle 19" à La Ceja, département d'Antioquia, avec une boucle menant les concurrents dans les municipalités d'El Retiro (passage par la vereda de San Diego) et de Rionegro (passage par Llanogrande et San Antonio de Pereira).
Miguel Ángel López (Medellín-EPM) en tête au pointage intermédiaire remporte l'étape avec trente-huit secondes d'avance sur Rodrigo Contreras (Colombia Potencia de la Vida). Ce dernier est le seul à terminer l'exercice en solitaire moins d'une minute derrière López, ce qui lui permet de subtiliser la deuxième place à Wilson Peña (Sistecrédito-GW), pourtant troisième de l'étape mais à 2 min 51 s du vainqueur. Juan Sebastián Pinilla (Ingeniería de Vías), leader du classement des moins de 23 ans, est le principal perdant du jour puisqu'il perd son maillot distinctif à l'issue de l'étape, au profit de Diego Pescador (GW Shimano-Sidermec). Autre perdant de la journée, Alexander Gil (EPM) qui régresse de la quatrième à la septième place au classement général. Au contraire d'Aldemar Reyes qui lui subtilise la quatrième place. Les quatre premiers de l'étape sont d'ailleurs les quatre premiers au classement général final. Le Team Medellín, formation de Miguel Ángel López, profite également de cette dernière étape pour s'emparer du classement par équipes au détriment des EPM.

## Classements finals

### Classement général
| \| Classement général \| Classement général \| Classement général \| Classement général \| Classement général \| \| Coureur \| Coureur \| Pays \| Équipe \| Temps \| \| ------------------ \| ------------------ \| ------------------ \| ----------------------------------------------------- \| ------------------ \| \| 1er \| Miguel Ángel López \| Colombie \| Medellín-EPM \| DQ \| \| 1er \| Rodrigo Contreras \| Colombie \| Colombia Potencia de la Vida-GW Shimano \| + 6 min 17 s \| \| 2e \| Wilson Peña \| Colombie \| Team Sistecrédito \| + 7 min 12 s \| \| 3e \| Aldemar Reyes \| Colombie \| Medellín-EPM \| + 10 min 25 s \| \| 4e \| Óscar Fernández \| Colombie \| EPM \| + 11 min 14 s \| \| 5e \| Óscar Sevilla \| Espagne \| Medellín-EPM \| + 12 min 28 s \| \| 6e \| Alexander Gil \| Colombie \| EPM \| + 12 min 49 s \| \| 7e \| Cristian Muñoz \| Colombie \| EPM \| + 13 min 36 s \| \| 8e \| Marco Tulio Suesca \| Colombie \| Movistar-Best PC \| + 14 min 47 s \| \| 9e \| Robinson López \| Colombie \| Aguardiente Néctar - WCargo - Indeportes Cundinamarca \| + 15 min 33 s \| \| 10e \| Diego Pescador \| Colombie \| GW Shimano-Sidermec \| + 15 min 56 s \| |                    |          |                                                       |               |
| |                    |          |                                                       |               |
| Source : ProCyclingStats |                    |          |                                                       |               |
| Classement général |                    |          |                                                       |               |
| Coureur | Coureur            | Pays     | Équipe                                                | Temps         |
| 1er | Miguel Ángel López | Colombie | Medellín-EPM                                          | DQ            |
| 1er | Rodrigo Contreras  | Colombie | Colombia Potencia de la Vida-GW Shimano               | + 6 min 17 s  |
| 2e | Wilson Peña        | Colombie | Team Sistecrédito                                     | + 7 min 12 s  |
| 3e | Aldemar Reyes      | Colombie | Medellín-EPM                                          | + 10 min 25 s |
| 4e | Óscar Fernández    | Colombie | EPM                                                   | + 11 min 14 s |
| 5e | Óscar Sevilla      | Espagne  | Medellín-EPM                                          | + 12 min 28 s |
| 6e | Alexander Gil      | Colombie | EPM                                                   | + 12 min 49 s |
| 7e | Cristian Muñoz     | Colombie | EPM                                                   | + 13 min 36 s |
| 8e | Marco Tulio Suesca | Colombie | Movistar-Best PC                                      | + 14 min 47 s |
| 9e | Robinson López     | Colombie | Aguardiente Néctar - WCargo - Indeportes Cundinamarca | + 15 min 33 s |
| 10e | Diego Pescador     | Colombie | GW Shimano-Sidermec                                   | + 15 min 56 s |

### Classement par points
| Classement par points | Classement par points       | Classement par points | Classement par points                   | Classement par points |
| Coureur               | Coureur                     | Pays                  | Équipe                                  | Points                |
| --------------------- | --------------------------- | --------------------- | --------------------------------------- | --------------------- |
| 1er                   | Miguel Ángel López          | Colombie              | Medellín-EPM                            | DQ                    |
| 1er                   | Wilson Peña                 | Colombie              | Team Sistecrédito                       | 58 pts                |
| 3e                    | Rodrigo Contreras           | Colombie              | Colombia Potencia de la Vida-GW Shimano | 42 pts                |
| 4e                    | Aldemar Reyes               | Colombie              | Medellín-EPM                            | 39 pts                |
| 5e                    | Óscar Fernández             | Colombie              | EPM                                     | 31 pts                |
| 6e                    | Johan Colón                 | Colombie              | Orgullo Paisa                           | 29 pts                |
| 7e                    | Alexander Gil               | Colombie              | EPM                                     | 24 pts                |
| 8e                    | Heberth Alejandro Gutiérrez | Colombie              | EPM                                     | 20 pts                |
| 9e                    | Kevin Castillo              | Colombie              | Team Sistecrédito                       | 18 pts                |
| 10e                   | Juan Diego Hoyos            | Colombie              | Corratec America Racing Team            | 18 pts                |

### Classement du meilleur grimpeur
| Classement de la montagne | Classement de la montagne | Classement de la montagne | Classement de la montagne               | Classement de la montagne |
| Coureur                   | Coureur                   | Pays                      | Équipe                                  | Points                    |
| ------------------------- | ------------------------- | ------------------------- | --------------------------------------- | ------------------------- |
| 1er                       | Miguel Ángel López        | Colombie                  | Medellín-EPM                            | DQ                        |
| 1er                       | Robinson Ortega           | Colombie                  | EBSA Empresa de Energía Boyacá          | 35 pts                    |
| 3e                        | Wilson Peña               | Colombie                  | Team Sistecrédito                       | 19 pts                    |
| 4e                        | Rodrigo Contreras         | Colombie                  | Colombia Potencia de la Vida-GW Shimano | 18 pts                    |
| 5e                        | José Ramón Muñiz          | Mexique                   | Petrolike                               | 16 pts                    |
| 6e                        | Aldemar Reyes             | Colombie                  | Medellín-EPM                            | 15 pts                    |
| 7e                        | Yonathan Eugenio          | Colombie                  | EBSA Empresa de Energía Boyacá          | 13 pts                    |
| 8e                        | Óscar Fernández           | Colombie                  | EPM                                     | 12 pts                    |
| 9e                        | Heiner Parra              | Colombie                  | Canel's-ZeroUno                         | 10 pts                    |
| 10e                       | Cristhian Montoya         | Colombie                  | Team Banco Guayaquil                    | 10 pts                    |

### Classement des sprints spéciaux
| Classement des sprints | Classement des sprints | Classement des sprints | Classement des sprints         | Classement des sprints |
| Coureur                | Coureur                | Pays                   | Équipe                         | Points                 |
| ---------------------- | ---------------------- | ---------------------- | ------------------------------ | ---------------------- |
| 1er                    | Weimar Roldán          | Colombie               | Corratec America Racing Team   | 17 pts                 |
| 2e                     | Didier Merchán         | Colombie               | GW Shimano-Sidermec            | 16 pts                 |
| 3e                     | Johan Colón            | Colombie               | Orgullo Paisa                  | 12 pts                 |
| 4e                     | Juan Diego Hoyos       | Colombie               | Corratec America Racing Team   | 11 pts                 |
| 5e                     | Juan Pablo Restrepo    | Colombie               | EBSA Empresa de Energía Boyacá | 7 pts                  |
| 6e                     | Felipe Morales         | Colombie               | Team Fundecom-Calzado Goci     | 6 pts                  |
| 7e                     | Robinson Ortega        | Colombie               | EBSA Empresa de Energía Boyacá | 6 pts                  |
| 8e                     | Edwin Patiño           | Colombie               | Corratec America Racing Team   | 5 pts                  |
| 9e                     | Mauricio Orozco        | Colombie               | Corratec America Racing Team   | 5 pts                  |
| 10e                    | Miguel Ángel López     | Colombie               | Medellín-EPM                   | DQ                     |

### Classement des moins de 23 ans
| Classement du meilleur jeune | Classement du meilleur jeune | Classement du meilleur jeune | Classement du meilleur jeune | Classement du meilleur jeune |
| Coureur                      | Coureur                      | Pays                         | Équipe                       | Temps                        |
| ---------------------------- | ---------------------------- | ---------------------------- | ---------------------------- | ---------------------------- |
| 1er                          | Diego Pescador               | Colombie                     | GW Shimano-Sidermec          | 33 h 58 min 09 s             |
| 2e                           | Juan Sebastian Pinilla       | Colombie                     | Ingeniería de Vías           | + 49 s                       |
| 3e                           | Kevin Castillo               | Colombie                     | Team Sistecrédito            | + 1 min 42 s                 |
| 4e                           | Nixon Efrain Rosero          | Équateur                     | Team Banco Guayaquil         | + 5 min 50 s                 |
| 5e                           | José Ramón Muñiz             | Mexique                      | Petrolike                    | + 10 min 15 s                |

### Classement par équipes
| Classement par équipes | Classement par équipes                                | Classement par équipes | Classement par équipes |
| Équipe                 | Équipe                                                | Pays                   | Temps                  |
| ---------------------- | ----------------------------------------------------- | ---------------------- | ---------------------- |
| 1re                    | Medellín-EPM                                          | Colombie               | 100 h 58 min 39 s      |
| 2e                     | EPM                                                   | Colombie               | + 8 min 30 s           |
| 3e                     | Team Sistecrédito                                     | Colombie               | + 14 min 55 s          |
| 4e                     | Colombia Potencia de la Vida-GW Shimano               | Colombie               | + 23 min 33 s          |
| 5e                     | Team Banco Guayaquil                                  | Équateur               | + 48 min 16 s          |
| 6e                     | Petrolike                                             | Mexique                | + 50 min 17 s          |
| 7e                     | Aguardiente Néctar - WCargo - Indeportes Cundinamarca | Colombie               | + 1 h 07 min 08 s      |
| 8e                     | GW Shimano-Sidermec                                   | Colombie               | + 1 h 34 min 57 s      |
| 9e                     | Movistar-Best PC                                      | Équateur               | + 1 h 39 min 34 s      |
| 10e                    | Ingeniería de Vías                                    | Colombie               | + 1 h 50 min 11 s      |

## Évolution des classements
| Étapes             | Vainqueur           | Classement général | Classement par points | Classement de la montagne | Classement des sprints spéciaux | Classement du meilleur jeune | Classement par équipes |
| ------------------ | ------------------- | ------------------ | --------------------- | ------------------------- | ------------------------------- | ---------------------------- | ---------------------- |
| Prologue           | Miguel Ángel López  | Miguel Ángel López | Juan Manuel Barboza   | Fabio Duarte              | Rodrigo Contreras               | Santiago Ramírez             | non attribué           |
| 1re étape          | Miguel Ángel López  | Miguel Ángel López | Miguel Ángel López    | Juan Tito Rendón          | Weimar Roldán                   | Santiago Ramírez             | GW Shimano-Sidermec    |
| 2e étape           | Jonathan Guatibonza | Miguel Ángel López | Miguel Ángel López    | Robinson Ortega           | Weimar Roldán                   | Andrés Mancipe               | GW Shimano-Sidermec    |
| 3e étape           | Miguel Ángel López  | Miguel Ángel López | Miguel Ángel López    | Robinson Ortega           | Weimar Roldán                   | Andrés Mancipe               | GW Shimano-Sidermec    |
| 4e étape           | Miguel Ángel López  | Miguel Ángel López | Miguel Ángel López    | Miguel Ángel López        | Weimar Roldán                   | Andrés Mancipe               | EPM                    |
| 5e étape           | Miguel Ángel López  | Miguel Ángel López | Miguel Ángel López    | Miguel Ángel López        | Weimar Roldán                   | Juan Sebastián Pinilla       | EPM                    |
| 6e étape           | Miguel Ángel López  | Miguel Ángel López | Miguel Ángel López    | Miguel Ángel López        | Weimar Roldán                   | Juan Sebastián Pinilla       | EPM                    |
| 7e étape           | Miguel Ángel López  | Miguel Ángel López | Miguel Ángel López    | Miguel Ángel López        | Weimar Roldán                   | Juan Sebastián Pinilla       | Medellín-EPM           |
| 8e étape           | Miguel Ángel López  | Miguel Ángel López | Miguel Ángel López    | Miguel Ángel López        | Weimar Roldán                   | Juan Sebastián Pinilla       | EPM                    |
| 9e étape           | Miguel Ángel López  | Miguel Ángel López | Miguel Ángel López    | Miguel Ángel López        | Weimar Roldán                   | Diego Pescador               | Medellín-EPM           |
| Classements finals | Classements finals  | Miguel Ángel López | Miguel Ángel López    | Miguel Ángel López        | Weimar Roldán                   | Diego Pescador               | Medellín-EPM           |